# Henry Cisneros
Henry Gabriel Cisneros (San Antonio, 11 giugno 1947) è un politico statunitense, Segretario della Casa e dello Sviluppo Urbano degli Stati Uniti d'America durante l'Amministrazione Clinton e in precedenza sindaco di San Antonio dal 1981 al 1989.

## Biografia
Nato a San Antonio in una famiglia di origini messicane, Cisneros studiò alla George Washington University e successivamente lavorò come insegnante al Massachusetts Institute of Technology.
Entrato in politica con il Partito Democratico, venne eletto nel consiglio comunale di San Antonio e sei anni più tardi divenne sindaco della città. Dopo aver servito quattro mandati da sindaco, Cisneros lasciò il seggio e abbandonò temporaneamente la politica per lavorare nel settore privato.
Nel 1993, quando Bill Clinton divenne Presidente, Cisneros venne nominato Segretario della Casa e dello Sviluppo Urbano. La popolarità di Cisneros diminuì nel marzo del 1995, quando venne coinvolto in uno scandalo sessuale che lo portò a rassegnare le dimissioni nel 1997.